# Prix Kavli
Les prix Kavli sont trois prix remis tous les deux ans pour souligner un travail scientifique exceptionnel dans l'un des trois domaines de l'astrophysique, des nanosciences et des neurosciences. Il a été créé en 2005 de façon conjointe par l'Académie norvégienne des sciences et des lettres, le ministère de l'Éducation norvégien et la Fondation Kavli, auxquels s'est ensuite ajoutée l'Union astronomique internationale. Chacun des prix consiste en un million de dollars américains, un parchemin et une médaille en or. Les premiers prix ont été remis à Oslo par le prince Haakon le 9 décembre 2008.

## Lauréats

### Astrophysique
| Année | Lauréat(s) | Lauréat(s)                        | Institution                                                | Pays                   | Travaux récompensés |
| ----- | ---------- | --------------------------------- | ---------------------------------------------------------- | ---------------------- | --- |
| 2008  |            | Maarten Schmidt                   | California Institute of Technology                         | Pays-Bas               | « pour leurs contributions fondamentales à la compréhension de la nature des quasars. » |
| 2008  |            | Donald Lynden-Bell                | Université de Cambridge                                    | Royaume-Uni            | « pour leurs contributions fondamentales à la compréhension de la nature des quasars. » |
| 2010  |            | Jerry E. Nelson                   | Observatoire Lick, Université de Californie à Santa Cruz   | États-Unis             | « pour leurs contributions au développement des télescopes géants. » |
| 2010  |            | Raymond N. Wilson (en)            | Observatoire européen austral, Garching bei München        | Royaume-Uni            | « pour leurs contributions au développement des télescopes géants. » |
| 2010  |            | Roger Angel                       | Observatoire Steward, Université de l'Arizona              | États-Unis             | « pour leurs contributions au développement des télescopes géants. » |
| 2012  |            | David Jewitt                      | Université de Californie à Los Angeles                     | Royaume-Uni États-Unis | « pour la découverte et l'analyse de la ceinture de Kuiper et de ses plus gros membres, travaux qui ont conduit à une avancée majeure dans la compréhension et l'histoire de notre système solaire. »                                         |
| 2012  |            | Jane Luu                          | Laboratoire Lincoln, Massachusetts Institute of Technology | Viêt Nam États-Unis    | « pour la découverte et l'analyse de la ceinture de Kuiper et de ses plus gros membres, travaux qui ont conduit à une avancée majeure dans la compréhension et l'histoire de notre système solaire. »                                         |
| 2012  |            | Michael E. Brown                  | California Institute of Technology                         | États-Unis             | « pour la découverte et l'analyse de la ceinture de Kuiper et de ses plus gros membres, travaux qui ont conduit à une avancée majeure dans la compréhension et l'histoire de notre système solaire. »                                         |
| 2014  |            | Alan H. Guth                      | Massachusetts Institute of Technology                      | États-Unis             | « pour avoir initié la théorie de l'inflation cosmique. » |
| 2014  |            | Andreï D. Linde                   | Université Stanford                                        | Russie États-Unis      | « pour avoir initié la théorie de l'inflation cosmique. » |
| 2014  |            | Alexeï A. Starobinsky             | Institut Landau de physique théorique                      | Russie                 | « pour avoir initié la théorie de l'inflation cosmique. » |
| 2016  |            | Ronald Drever                     | California Institute of Technology,                        | Royaume-Uni États-Unis | « pour leur observation directe d’ondes gravitationnelles. » |
| 2016  |            | Kip Thorne                        | California Institute of Technology,                        | États-Unis             | « pour leur observation directe d’ondes gravitationnelles. » |
| 2016  |            | Rainer Weiss                      | Massachusetts Institute of Technology                      | États-Unis             | « pour leur observation directe d’ondes gravitationnelles. » |
| 2018  |            | Ewine F. van Dishoeck             | Université de Leyde                                        | Pays-Bas               | |
| 2020  |            | Andrew Fabian                     | Université de Cambridge                                    | Royaume-Uni            | « pour ses recherches révolutionnaires dans le domaine de l'astronomie d'observation des rayons X, couvrant un large éventail de sujets des flux de gaz dans les amas de galaxies aux trous noirs supermassifs au cœur des galaxies »         |
| 2022  |            | Conny Aerts                       | KU Leuven                                                  | Belgique               | « pour leurs recherches pionnières sur l'héliosismologie et l'astérosismologie. Leurs recherches ont jeté les fondements théoriques des structures solaire et stellaires et ont révolutionné notre compréhension de l'intérieur des étoiles » |
| 2022  |            | Jørgen Christensen-Dalsgaard (en) | Université d'Aarhus                                        | Danemark               | « pour leurs recherches pionnières sur l'héliosismologie et l'astérosismologie. Leurs recherches ont jeté les fondements théoriques des structures solaire et stellaires et ont révolutionné notre compréhension de l'intérieur des étoiles » |
| 2022  |            | Roger K Ulrich                    | Université de Californie à Los Angeles                     | États-Unis             | « pour leurs recherches pionnières sur l'héliosismologie et l'astérosismologie. Leurs recherches ont jeté les fondements théoriques des structures solaire et stellaires et ont révolutionné notre compréhension de l'intérieur des étoiles » |
| 2024  |            | David Charbonneau                 | Harvard                                                    | États-Unis Canada      | « pour leurs recherches pionnières et la découverte et caractérisation d'exoplanètes et leurs atmosphères » |
| 2024  |            | Sara Seager                       | Massachusetts Institute of Technology                      | États-Unis Canada      | « pour leurs recherches pionnières et la découverte et caractérisation d'exoplanètes et leurs atmosphères » |

### Nanosciences
| Année | Lauréat(s) | Lauréat(s)             | Institution                                                 | Pays                          | Travaux récompensés |
| ----- | ---------- | ---------------------- | ----------------------------------------------------------- | ----------------------------- | --- |
| 2008  |            | Louis E. Brus          | Université Columbia                                         | États-Unis                    | « pour leur grande influence dans le développement, dans le domaine des nanosciences, des nanostructures à zéro et une dimension en physique, chimie et biologie. »                                                 |
| 2008  |            | Sumio Iijima           | Université Meijo (ja)                                       | Japon                         | « pour leur grande influence dans le développement, dans le domaine des nanosciences, des nanostructures à zéro et une dimension en physique, chimie et biologie. »                                                 |
| 2010  |            | Don Eigler             | IBM Almaden Research Center, San José                       | États-Unis                    | « pour leur développement de méthodes de contrôle de la matière à l'échelle nanométrique sans précédent. » |
| 2010  |            | Nadrian Seeman         | Université de New York                                      | États-Unis                    | « pour leur développement de méthodes de contrôle de la matière à l'échelle nanométrique sans précédent. » |
| 2012  |            | Mildred S. Dresselhaus | Massachusetts Institute of Technology                       | États-Unis                    | « pour ses contributions pionnières dans l'étude des phonons, des interactions électron-phonon et du transport thermique dans les nanostructures. »                                                                 |
| 2014  |            | Thomas W. Ebbesen      | Université de Strasbourg                                    | Norvège France                | « pour leurs transformatives contributions dans le domaine de la nano-optique qui ont brisé les croyances établies de longue date à propos de la limite de résolution de la microscopie optique et de l'imagerie. » |
| 2014  |            | Stefan W. Hell         | Institut Max-Planck de chimie biophysique                   | Allemagne                     | « pour leurs transformatives contributions dans le domaine de la nano-optique qui ont brisé les croyances établies de longue date à propos de la limite de résolution de la microscopie optique et de l'imagerie. » |
| 2014  |            | Sir John B. Pendry     | Imperial College London                                     | Royaume-Uni                   | « pour leurs transformatives contributions dans le domaine de la nano-optique qui ont brisé les croyances établies de longue date à propos de la limite de résolution de la microscopie optique et de l'imagerie. » |
| 2016  |            | Gerd Binnig            | IBM Zurich Research Laboratory (en)                         | Allemagne                     | « pour l'invention du microscope à force atomique, une invention qui continue d'avoir un impact sur les nanosciences et la technologie."                                                                            |
| 2016  |            | Christoph Gerber       | Université de Bâle                                          | Suisse                        | « pour l'invention du microscope à force atomique, une invention qui continue d'avoir un impact sur les nanosciences et la technologie."                                                                            |
| 2016  |            | Calvin Quate           | Université Stanford                                         | États-Unis                    | « pour l'invention du microscope à force atomique, une invention qui continue d'avoir un impact sur les nanosciences et la technologie."                                                                            |
| 2018  |            | Emmanuelle Charpentier | Institut Max-Planck de biologie des infections              | Allemagne France              | « pour l'invention de CRISPR-Cas9, un nano-outil précis d'édition de l'ADN qui a révolutionné la biologie, l'agriculture et la médecine ».                                                                          |
| 2018  |            | Jennifer Doudna        | Université de Californie à Berkeley                         | États-Unis                    | « pour l'invention de CRISPR-Cas9, un nano-outil précis d'édition de l'ADN qui a révolutionné la biologie, l'agriculture et la médecine ».                                                                          |
| 2018  |            | Virginijus Šikšnys     | Université de Vilnius                                       | Lituanie                      | « pour l'invention de CRISPR-Cas9, un nano-outil précis d'édition de l'ADN qui a révolutionné la biologie, l'agriculture et la médecine ».                                                                          |
| 2020  |            | Harald Rose (en)       | Université d'Ulm                                            | Allemagne                     | « pour l'imagerie de résolution sub-ångströmique et l'analyse chimique par faisceaux d'électrons ». |
| 2020  |            | Maximilian Haider (en) | CEOS                                                        | Autriche                      | « pour l'imagerie de résolution sub-ångströmique et l'analyse chimique par faisceaux d'électrons ». |
| 2020  |            | Knut Urban             | Centre de recherche de Jülich                               | Allemagne                     | « pour l'imagerie de résolution sub-ångströmique et l'analyse chimique par faisceaux d'électrons ». |
| 2020  |            | Ondrej Krivanek (en)   | Nion                                                        | États-Unis République tchèque | « pour l'imagerie de résolution sub-ångströmique et l'analyse chimique par faisceaux d'électrons ». |
| 2022  |            | Jacob Sagiv            | Institut Weizmann                                           | Israël                        | « pour le développement des revêtements monocouche auto-assemblés sur des substrats solides : Revêtements moléculaires pour contrôler les propriétés de surface ».                                                  |
| 2022  |            | Ralph Nuzzo (en)       | Université de l'Illinois à Urbana-Champaign                 | États-Unis                    | « pour le développement des revêtements monocouche auto-assemblés sur des substrats solides : Revêtements moléculaires pour contrôler les propriétés de surface ».                                                  |
| 2022  |            | David L. Allara (de)   | Université d'État de Pennsylvanie                           | États-Unis                    | « pour le développement des revêtements monocouche auto-assemblés sur des substrats solides : Revêtements moléculaires pour contrôler les propriétés de surface ».                                                  |
| 2022  |            | George Whitesides      | Université Harvard                                          | États-Unis                    | « pour le développement des revêtements monocouche auto-assemblés sur des substrats solides : Revêtements moléculaires pour contrôler les propriétés de surface ».                                                  |
| 2024  |            | Robert Langer          | Massachusetts Institute of Technology School of Engineering | États-Unis                    | « pour leur travail pionner sur l'intégration de nanomatériaux synthétiques ayant des fonctions biologiques pour des applications biomédicales ».                                                                   |
| 2024  |            | Paul Alivisatos        | Université de Chicago                                       | États-Unis                    | « pour leur travail pionner sur l'intégration de nanomatériaux synthétiques ayant des fonctions biologiques pour des applications biomédicales ».                                                                   |
| 2024  |            | Chad Mirkin            | Université Northwestern                                     | États-Unis                    | « pour leur travail pionner sur l'intégration de nanomatériaux synthétiques ayant des fonctions biologiques pour des applications biomédicales ».                                                                   |

### Neurosciences
| Année | Lauréat(s) | Lauréat(s)                 | Institution                                                                                 | Pays                   | Travaux récompensés |
| ----- | ---------- | -------------------------- | ------------------------------------------------------------------------------------------- | ---------------------- | --- |
| 2008  |            | Sten Grillner (en)         | Institut Karolinska                                                                         | Suède                  | « pour les découvertes sur la logique fonctionnelle des circuits neuronaux »                                                                           |
| 2008  |            | Thomas Jessell (en)        | Université Columbia                                                                         | Royaume-Uni États-Unis | « pour les découvertes sur la logique fonctionnelle des circuits neuronaux »                                                                           |
| 2008  |            | Pasko Rakic                | Université Yale                                                                             | Serbie États-Unis      | « pour les découvertes sur la logique fonctionnelle des circuits neuronaux »                                                                           |
| 2010  |            | Richard Scheller           | Genentech                                                                                   | États-Unis             | « pour la découverte des bases moléculaires de la libération de neurotransmetteurs. »                                                                  |
| 2010  |            | Thomas C. Südhof           | Université Stanford                                                                         | Allemagne              | « pour la découverte des bases moléculaires de la libération de neurotransmetteurs. »                                                                  |
| 2010  |            | James Rothman              | Université Yale                                                                             | États-Unis             | « pour la découverte des bases moléculaires de la libération de neurotransmetteurs. »                                                                  |
| 2012  |            | Cornelia Isabella Bargmann | Université Rockefeller                                                                      | États-Unis             | « pour avoir élucidé les mécanismes neuronaux à la base de la perception et des prises de décision. »                                                  |
| 2012  |            | Winfried Denk              | Institut Max-Planck de recherche médicale                                                   | Allemagne              | « pour avoir élucidé les mécanismes neuronaux à la base de la perception et des prises de décision. »                                                  |
| 2012  |            | Ann Martin Graybiel        | Massachusetts Institute of Technology                                                       | États-Unis             | « pour avoir élucidé les mécanismes neuronaux à la base de la perception et des prises de décision. »                                                  |
| 2014  |            | Brenda Milner              | Institut et hôpital neurologiques de Montréal                                               | Canada                 | « pour la découverte de réseaux cérébraux spécialisés pour la mémoire et la cognition. »                                                               |
| 2014  |            | John O'Keefe               | University College de Londres                                                               | Royaume-Uni            | « pour la découverte de réseaux cérébraux spécialisés pour la mémoire et la cognition. »                                                               |
| 2014  |            | Marcus E. Raichle          | Université Washington de Saint-Louis                                                        | États-Unis             | « pour la découverte de réseaux cérébraux spécialisés pour la mémoire et la cognition. »                                                               |
| 2016  |            | Eve Marder                 | Université Brandeis                                                                         | États-Unis             | « pour la découverte des mécanismes qui permettent la modulation des réseaux neuronaux »                                                               |
| 2016  |            | Michael Merzenich          | Université de Californie à San Francisco                                                    | États-Unis             | « pour la découverte des mécanismes qui permettent la modulation des réseaux neuronaux »                                                               |
| 2016  |            | Carla J. Shatz             | Université Stanford                                                                         | États-Unis             | « pour la découverte des mécanismes qui permettent la modulation des réseaux neuronaux »                                                               |
| 2018  |            | A. James Hudspeth (en)     | Université Rockefeller                                                                      | États-Unis             | « pour leurs découvertes scientifiques des mécanismes moléculaires et neuraux de l'ouïe »                                                              |
| 2018  |            | Robert Fettiplace          | Université du Wisconsin à Madison                                                           | Royaume-Uni États-Unis | « pour leurs découvertes scientifiques des mécanismes moléculaires et neuraux de l'ouïe »                                                              |
| 2018  |            | Christine Petit            | Collège de France                                                                           | France                 | « pour leurs découvertes scientifiques des mécanismes moléculaires et neuraux de l'ouïe »                                                              |
| 2020  |            | David Julius               | Université de Californie                                                                    | États-Unis             | « pour leur découverte significative de récepteurs de température et de pression »                                                                     |
| 2020  |            | Ardem Patapoutian          | Institut de recherche Scripps                                                               | États-Unis             | « pour leur découverte significative de récepteurs de température et de pression »                                                                     |
| 2022  |            | Jean-Louis Mandel          | Université de Strasbourg                                                                    | France                 | « pour leur découverte de gènes impliqués dans un grand nombre de troubles cérébraux »                                                                 |
| 2022  |            | Harry T. Orr               | Université du Minnesota                                                                     | États-Unis             | « pour leur découverte de gènes impliqués dans un grand nombre de troubles cérébraux »                                                                 |
| 2022  |            | Christopher T. Walsh (en)  | Harvard Medical School, Howard Hughes Medical Institute, Boston Children's Hospital         | États-Unis             | « pour leur découverte de gènes impliqués dans un grand nombre de troubles cérébraux »                                                                 |
| 2022  |            | Huda Zoghbi                | Howard Hughes Medical Institute, Baylor College of Medicine, Texas Children's Hospital (en) | États-Unis, Liban      | « pour leur découverte de gènes impliqués dans un grand nombre de troubles cérébraux »                                                                 |
| 2024  |            | Nancy Kanwisher            | Massachusetts Institute of Technology                                                       | États-Unis             | « pour la découverte d'un système très localisé et spécialisé de la représentation des visages dans le néocortex des primates humains et non-humains » |
| 2024  |            | Winrich Freiwald (de)      | Université Rockefeller                                                                      | États-Unis Allemagne   | « pour la découverte d'un système très localisé et spécialisé de la représentation des visages dans le néocortex des primates humains et non-humains » |
| 2024  |            | Doris Tsao (en)            | Université de Californie à Berkeley                                                         | États-Unis             | « pour la découverte d'un système très localisé et spécialisé de la représentation des visages dans le néocortex des primates humains et non-humains » |